# بهرام فرید
بهرام فرید قره قشلاق بازیکن والیبال اهل ایران، عضو باشگاه والیبال خاتم اردکان است.
فرید سابقه عضویت در تیم‌های پیکان، شهرداری تبریز و متین ورامین و شهرداری ارومیه را در کارنامه خود دارد.